# Прокопьевское сельское поселение (Кировская область)
Проко́пьевское сельское поселение — муниципальное образование в составе Белохолуницкого района Кировской области России.
Центр — село Прокопье.

## История
Прокопьевское сельское поселение образовано 1 января 2006 года согласно Закону Кировской области от 07.12.2004 № 284-ЗО.

## Население
| 2010 | 2012 | 2013 | 2014 | 2015 | 2016 | 2017 |
| ---- | ---- | ---- | ---- | ---- | ---- | ---- |
| 263  | ↘235 | ↘214 | ↘196 | ↘182 | ↘165 | ↘155 |
| 2018 | 2019 | 2020 | 2021 |      |      |      |
| ↘143 | ↘130 | ↘112 | ↘100 |      |      |      |

## Состав
В состав сельского поселения входят 2 населённых пункта (население, 2022):
- село Прокопье — 97 чел.;
- деревня Стариковцы — 6 чел.